# Мандроње (Алесандрија)
Мандроње (итал. Mandrogne) је насеље у Италији у округу Алесандрија, региону Пијемонт.
Према процени из 2011. у насељу је живело 1545 становника. Насеље се налази на надморској висини од 120 м.